# Czesław Kossobudzki
Czesław Kossobudzki ps. Kace (ur. 8 września 1873 w Brdowie, zm. 9 października 1935 w Poznaniu) – działacz socjalistyczny, radny miejski we Włocławku

## Życiorys
Urodził się w Brdowie jako syn Ludwika, dzierżawcy wyszynku, oraz Apolonii z Wiśniewskich, którzy od kilku lat mieszkali w mieście. Miał dwóch starszych braci: Jana Nepomucena i Romana. W 1861 roku jego ojciec został ojcem chrzestnym Eleonory Kiełczewskiej, która po latach miała zostać matką znanej amerykańskiej aktorki Poli Negri. 
Zdobywał wykształcenie techniczne zarówno w kraju, jak i za granicą. Już w latach młodości pracował jako technik w Paryżu, Londynie i Zagrzebiu. Tam też nawiązał kontakt z emigracją socjalistyczną. Podczas pobytu w Berlinie uczestniczył w tworzeniu PPS zaboru pruskiego, jednocześnie współpracując z założycielami Gazety Robotniczej. Po przeniesieniu się do Kassel zawarł przyjaźń z przywódcą socjalistów niemieckich - Philippem Scheidemannem. W latach rewolucji 1905-1907 potajemnie przedostał się na ziemie zaboru rosyjskiego i podjął okresową działalność w Polskiej Partii Socjalistycznej na Kujawach i w Kaliskiem. Dzięki pomocy Scheidemanna w początkach 1917 r. opuścił Niemcy na stałe, wrócił do kraju i osiedlił się we Włocławku. Wspólnie ze Stefanem Zbrożyną, Aleksym Bieniem i Zbigniewem Nowickim odbudował i kierował włocławską organizacją PPS. 
Przy pomocy radnych miejskich, z ramienia PPS, roztaczał opiekę nad robotnikami, zakładał kuchnie robocze, dożywiał bezrobotnych, rozbudował Spółdzielnię Spożywców i Związki Zawodowe. Założył placówkę oświatową - Klub Robotniczy im. Luśni Kelles-Krauza. W listopadzie 1918 r. uczestniczył w rozbrajaniu Niemców. W styczniu 1919 roku został wybrany na przewodniczącego Komitetu Wykonawczego Rady Delegatów Robotniczych we Włocławku. 
W latach 1919–1924 działał w Poznaniu, gdzie przewodniczył komitetowi miejskiemu i bezskutecznie uczestniczył w wyborach do Sejmu w 1922 r. Od 1924 do 1928 r. działał w Katowicach, gdzie był sekretarzem okręgowego komitetu robotniczego PPS. 
W 1928 roku powrócił do Włocławka. Po zakończonych sukcesem PPS wyborach do Rady Miejskiej, Kossobudzki został ławnikiem Magistratu we Włocławku. Pracował tam głównie w dziedzinie opieki społecznej, szkolnictwa i zatrudnienia. Kierował włocławską PPS, a od 1928 roku był przewodniczącym Włocławskiego Okręgowego Komitetu Robotniczego. Kierował też pracą oddziału Towarzystwa Uniwersytetów Robotniczych we Włocławku. W czasie wyborów parlamentarnych w 1928 r. uzyskał mandat z listy PPS w Grudziądzu, lecz mandat został unieważniony przez władze. 
Członek zarządu Związku Miast Polskich w 1932 roku.
W 1932 r. z powodu choroby opuścił Włocławek i zamieszkał w Wiśle na Śląsku. Pracował tam w organizacji oświatowo-sportowej "Siła" jako wiceprzewodniczący Zarządu Głównego. Jesienią 1935 r. wyjechał na leczenie do Poznania, gdzie zmarł.